# Francis Willis
Francis Willis (Lincoln, 17 agosto 1718 – Greatford, 5 dicembre 1807) è stato un medico e presbitero britannico famoso per le sue cure mediche nei confronti di Giorgio III.

## Biografia

### Origini e studi
Willis era il terzo figlio del Reverendo John Willis di Lincoln e di Genevra Darling e, probabilmente, nacque a Lincoln. Era un discendente della famiglia Willis di Fenny Compton, nel Warwickshire. Era parente di George Wyllys che divenne Governatore del Connecticut nel New England, e dei baronetti Willis di Fen Ditton nel Cambridgeshire.
Dopo l'iter universitario al Lincoln College di Oxford e a St. Alban Hall, Willis fu eletto fellow del Brasenose College di Oxford nel 1740, e ordinato sacerdote. Willis fu Rettore del College di Wapping nel triennio 1748-1750. Rassegnò le dimissioni come fellow nel 1750, dal momento che desiderava sposarsi. Lui e sua moglie presero residenza a Dunston, nel Lincolnshire, dove sembrava che praticasse medicina prima di essergli conferita la laurea in medicina.

### Il Dottor Willis

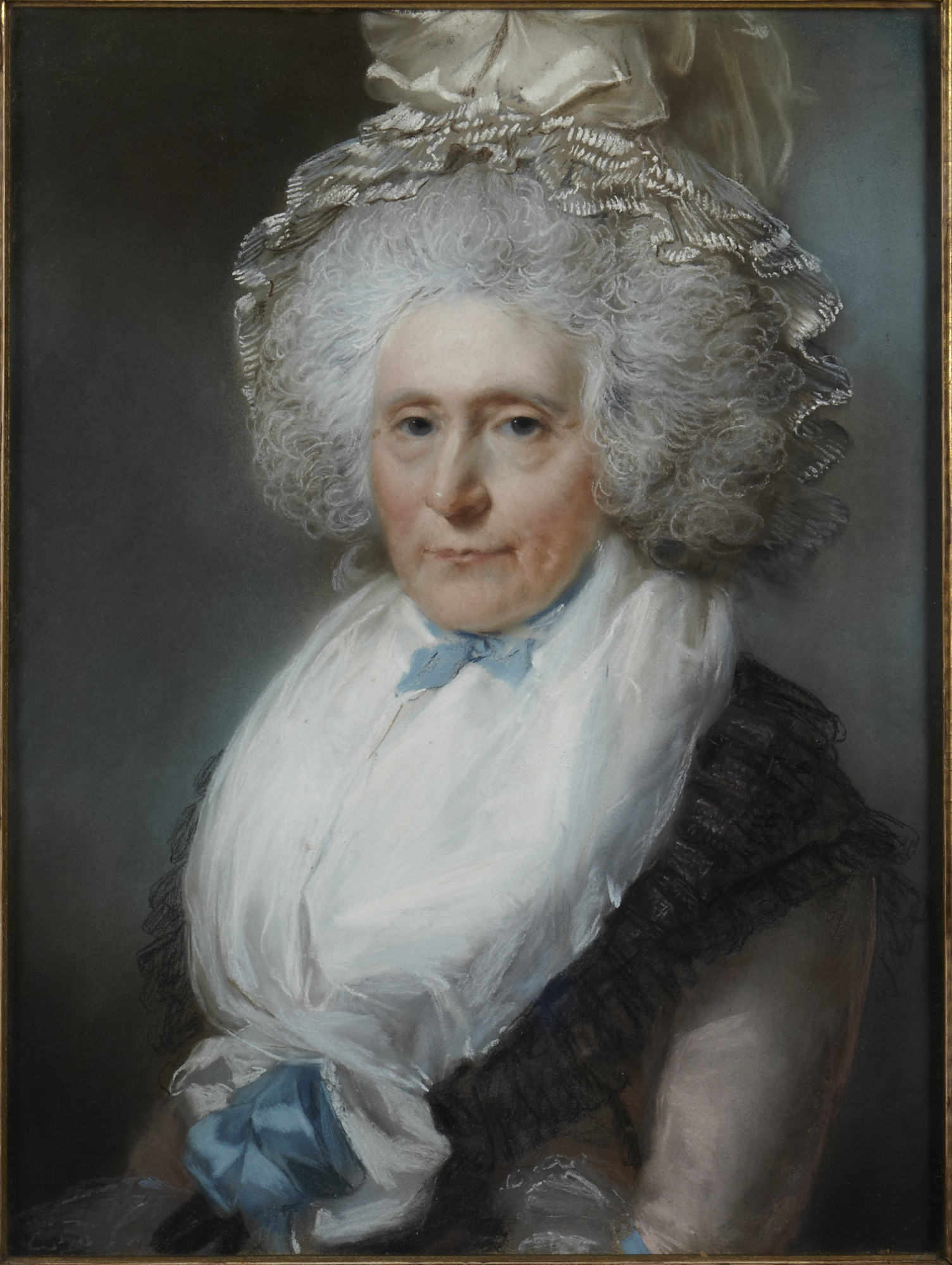
John Russell, Mrs. Francis Willis, 1806, Princeton University Art Museum

Il suo principale interesse era la scienza medica e ricevette la laurea in medicina dall'Università di Oxford nel 1759 prestando servizio nell'ospedale di Lincoln, dove i suoi primi successi con i disturbi mentali gli permisero di trattare pazienti a domicilio.
Nel 1776, Willis si spostò a Greatford Hall, vicino a Bourne nel Lincolnshire, dove diede vita ad un sanatorio rurale. Come parte della terapia, i suoi pazienti erano incoraggiati a praticare attività manuali nei campi e nelle proprietà di Greatford, respirando aria fresca e svolgendo queste attività per facilitare la guarigione. In breve tempo fu riconosciuto come uno dei più importanti medici del tempo attraverso il suo trattamento di "persone senza distinzione e decoro".

### Medico di Giorgio III
Giorgio III ebbe il suo primo attacco di follia, ora solitamente identificato in porfiria, che poteva essere stata innescata a causa di un eccesso di forte vino o più semplicemente da un eccesso di arsenico legato agli eleganti cappelli comunemente indossati durante il periodo Georgiano. I medici di corte erano sconcertati dai sintomi e fallirono nel curare il re. Nel 1788 Willis fu consigliato alla moglie sempre più sconcertata di Giorgio, la regina Carlotta la quale gli affidò il marito, nonostante l'opposizione dei medici di corte.

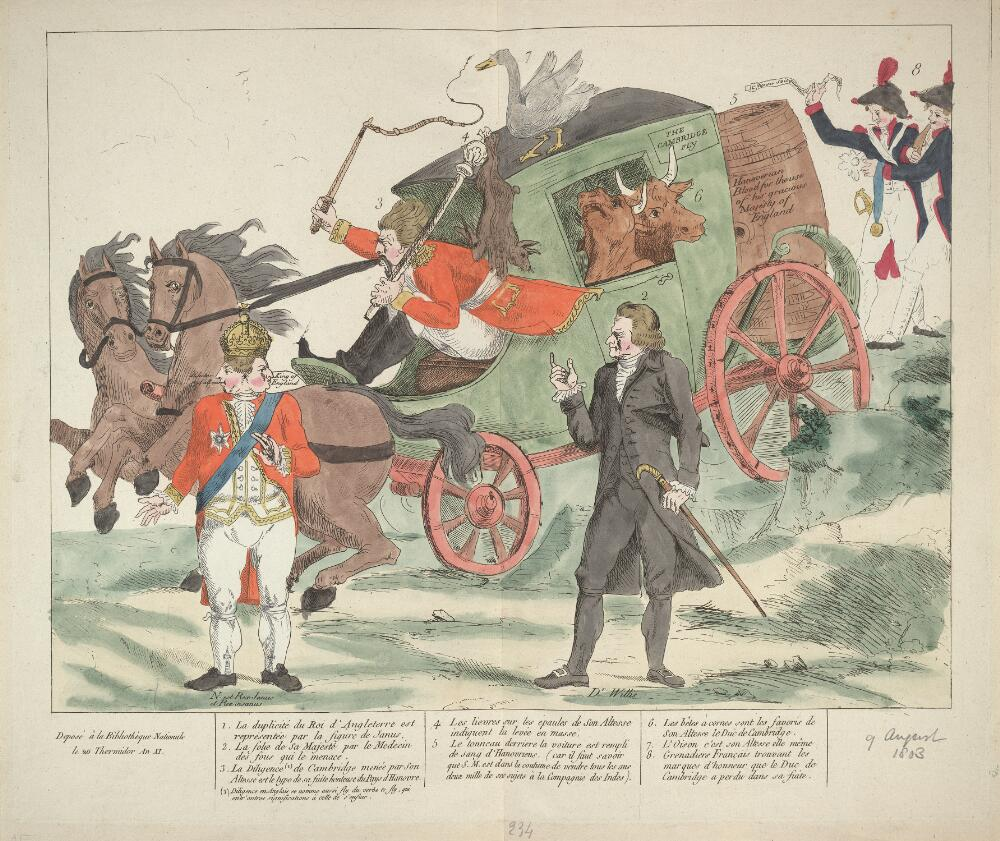
In questa vignetta satirica francese, in cui viene rappresentata la rocambolesca preparazione dell'esercito da mandare in guerra contro Napoleone, in primo piano è raffigurato anche Francis Willis, simbolo dello stato di follia in cui si trova il monarca britannico.

La terapia che Willis adottò nel curare il re a Gratford e a Kew includeva molti dei metodi tradizionali del periodo, includendo la coercizione, la camicia di forza e l'uso di vesciche sulla pelle, ma c'era anche una maggior dolcezza e riguardo nei confronti del paziente rispetto a quella che era la norma dell'epoca. Nonostante il suo rango, il Re non fu esentato dal programma di Willis di stare all'aria fresca e di lavorare nei campi. La guarigione del sovrano diede a Willis una reputazione nazione ed egli fu costretto ad aprire una seconda casa di cura nei pressi di Shillingthorpe Hall in Braceborough, per ospitare i moltissimi pazienti che chiedevano il suo aiuto. Quando il 26 febbraio del 1789 il bollettino medico di Willis riportava la "completa cessazione della malattia di Sua Maestà", il medico divenne una celebrità in patria e presto fu riconosciuto grazie ai cinque ritratti realizzati da John Russell, uno dei più importanti ritrattisti dell'epoca. Willis commissionò una speciale medaglia per commemorare i propri successi. Il Reverendo Dottor Francis Willis fu ricompensato dal Re con 1.000 sterline all'anno per 21 anni e l'assistente e figlio di Willis, John, con 650 sterline all'anno per il resto della sua vita. Negli anni a venire, Willis curò anche la regina Maria del Portogallo, anch'essa afflitta da schizofrenia, seppur con minor successo.
12 anni più tardi, nel 1801, re Giorgio ebbe una ricaduta e i suoi sintomi ritornarono. In questa seconda occasione egli fu curato dai due figli di Francis (quest'ultimo era morto nel 1807), i dottori John Willis e Robert Darling Willis, quest'ultimo minore del primo. Il re rimase un frequente visitatore di Francis Willis a Shillingthorpe Hall per numerosi anni dopo che il suo trattamento era concluso. Il re, alla fine, ebbe un crollo definitivo nel 1810 che si dimostrò irreversibile e Giorgio continuò a peggiorare in uno stato di malattia e follia che perdurò fino alla sua morte nel 1820, venendo affiancato questa volta dal solo Robert Willis.

## Nella cultura di massa
La reputazione di Willis fu fatta rivivere dall'opera di Alan Bennett The Madness of George III, nella cui ultima trasposizione cinematografica, The Madness of King George del 1994, il ruolo del dottor Willis fu interpretato in una fedele recitazione dall'attore Ian Holm. Francis Willis e i suoi due figli sono raffigurati come spietati aguzzini del Castello di Windsor nel romanzo di Susanna Clarke intitolato Jonathan Strange & Mr. Norrell, in cui una serie di fattori, tra cui il grande numero di visitatori, di esercizio e di altre distrazioni, avrebbero causato la follia di re Giorgio III. A memoria del ruolo svolto da Willis lo scultore Joseph Nollekens gli eresse un busto commemorativo, sito nel transetto della Chiesa di Thomas Becket nella località di Greatford.